# Лоран, Мери
Мери Лоран (фр. Méry Laurent), урождённая Анн Роз Сюзанна Лувьо (фр. Anne Rose Suzanne Louviot; 29 апреля 1849, Нанси — 26 ноября 1900) — французская дама полусвета, куртизанка и муза ряда парижских художников. Она содержала собственный салон, где принимала множество французских и американских писателей и художников. Среди его посетителей были Стефан Малларме, Эмиль Золя, Марсель Пруст, Франсуа Коппе, Анри Жерве, Джеймс Уистлер и Эдуард Мане.

## Биография
Анн Роз Сюзанна Лувьо родилась в Нанси в 1849 году. Её отец неизвестен, а мать работала прачкой у маршала Франсуа Сертена де Канробера. Она продала девственность своей 15-летней дочери Канроберу за то, чтобы та, став любовницей Канробера, получала пожизненное содержание в размере 500 франков в месяц. Когда Анн исполнилось 16 лет, она отправилась в Париж, где некоторое время работала актрисой. Она играла в лёгких комедиях в театре Варьете. Главной её ролью была роль Афродиты Анадиомены, позирующей обнажённой на своей раковине. В театре Шатле она также играла в феериях Жака Оффенбаха.
В 1874 году, став элитной проституткой, Анн познакомилась с Томасом У. Эвансом, очень богатым американским хирургом-стоматологом, услугами которого пользовались многие высокопоставленные персоны и даже члены королевских семей. Он сделал её своей любовницей и помог ей поселиться на улице Рим, дом 52, где она держала свой салон, пользовавшийся популярностью у всего парижского художественного авангарда. Благодаря этому салону она стала любовницей Франсуа Коппе, Стефана Малларме, Антонена Пруста и Эдуарда Мане (для последнего она также служила моделью).
Когда Лоран умерла, она завещала своё состояние Виктору Маргериту, своему последнему фавориту и протеже, за исключением картины «Осень», своего аллегорического портрета, начатого Мане в 1882 году, которая стала собственностью Музея изобразительного искусства Нанси.
Мери Лоран была похоронена на кладбище Пер-Лашез (56-й участок).

## «Салон»

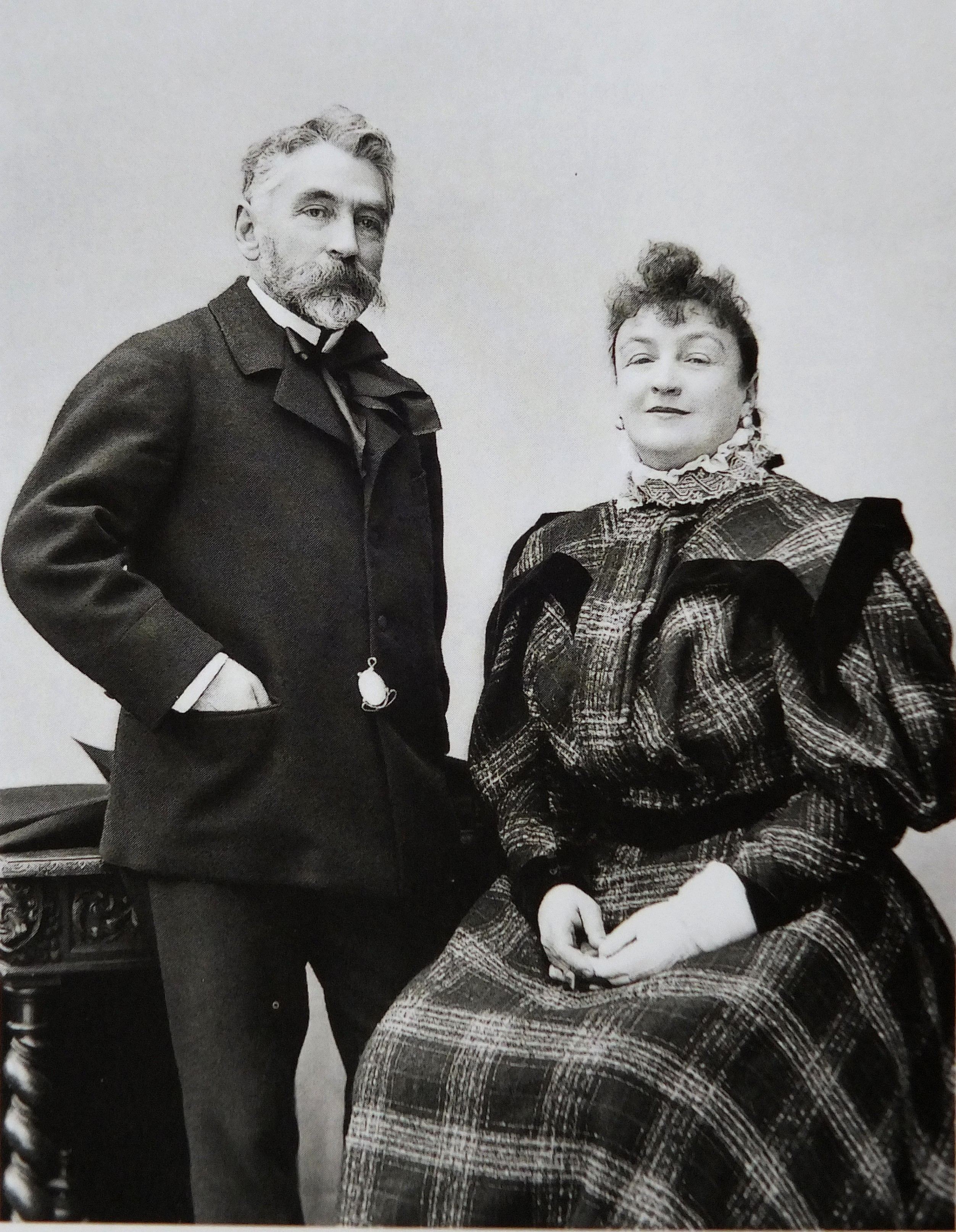
Мери Лоран и Стефан Малларме, 1896 год

Салон, который она содержала, служил местом встреч и обмена творческими идеями. Его посетителями были Эдуард Мане и Анри Жерве, поэты и писатели, такие как Стефан Малларме, Франсуа Коппе, Жорис Карл Гюисманс, Марсель Пруст (Мери Лоран послужила прообразом для Одетты де Креси, персонажа «Любви Свана», части романа «По направлению к Свану») и Эмиль Золя (чей роман 1880 года «Нана» был основан на истории жизни Мери Лоран), скульпторы, певцы и музыканты, такие как Ортанс Шнейдер и Рейнальдо Ан, ставший впоследствии исполнителем её завещания.

## Портреты Эдуарда Мане

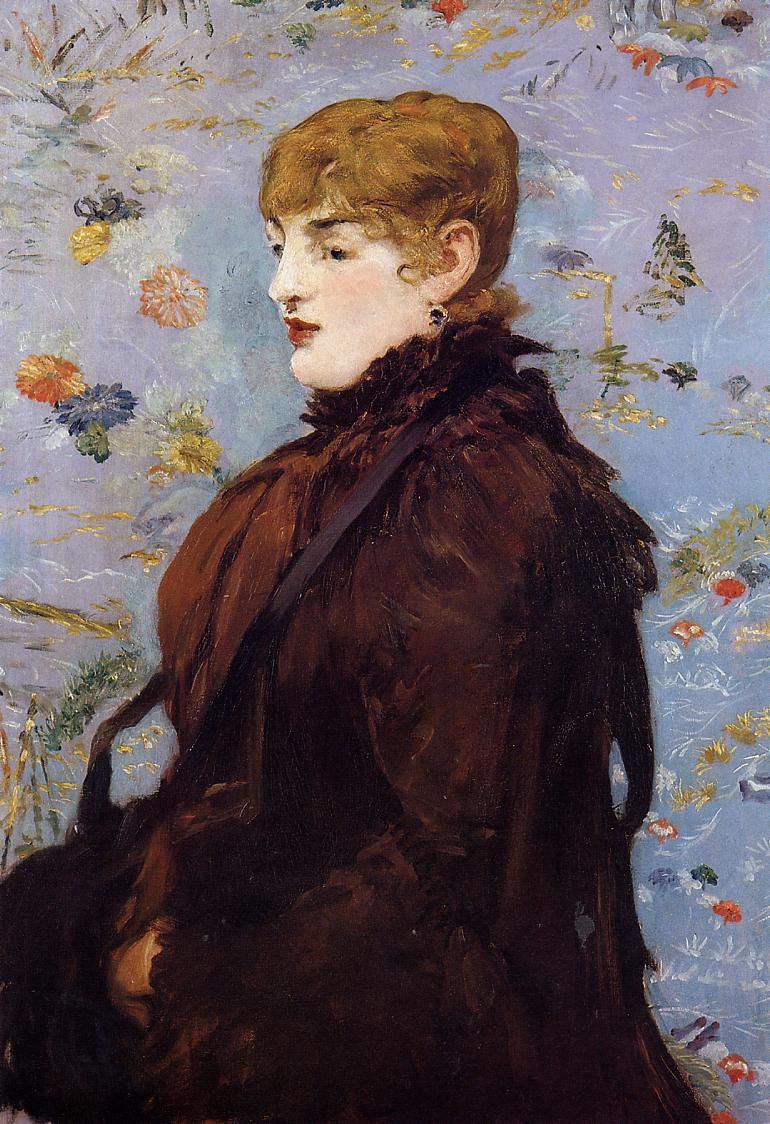
Осень, портрет Мери Лоран в коричневой меховой накидке, 1881
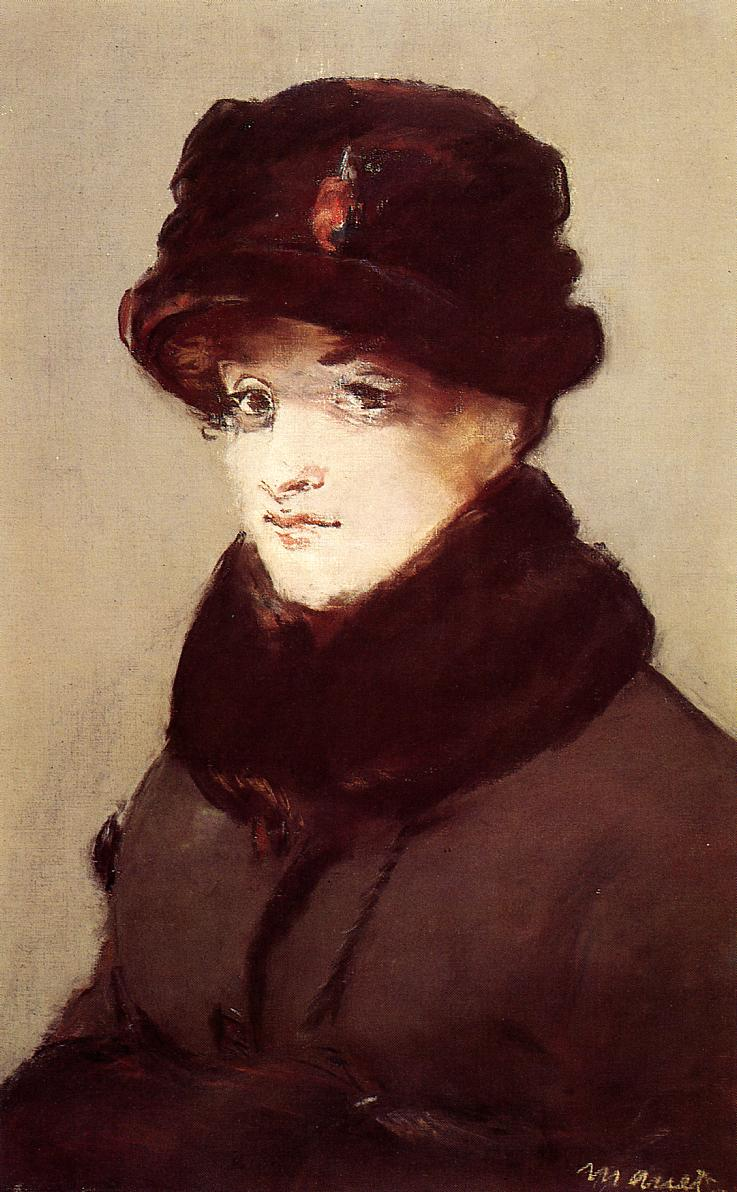
Мери Лоран в меховой шапке, 1882
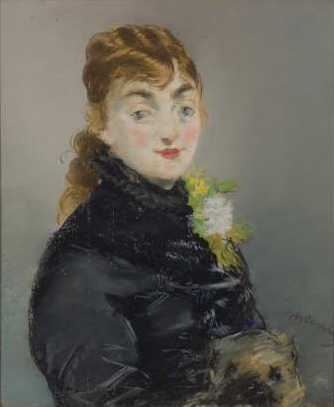
Мери Лоран с мопсом, 1882
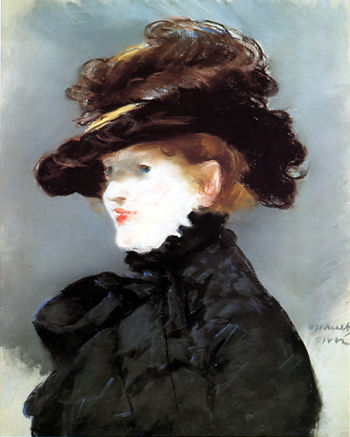
Мери Лоран в чёрной шляпе, 1882
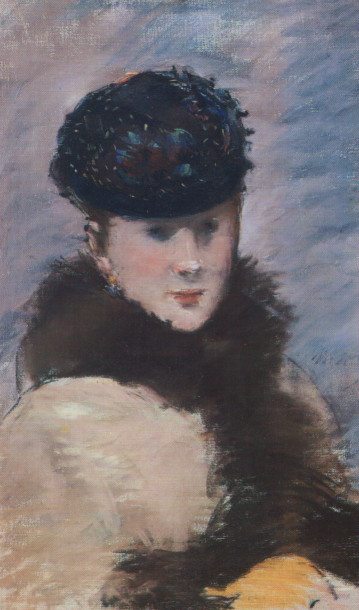
Мери Лоран в шляпке, 1882